# Netamelita barnardi
Netamelita barnardi is een vlokreeftensoort uit de familie van de Eriopisidae. De wetenschappelijke naam van de soort is voor het eerst geldig gepubliceerd in 1978 door McKinney, Kalke & Holland.